# Munira
Munira (auch Mounira, Munirah, Mounirah; arabisch منيرة, DMG Munīra ‚leuchtend, strahlend, erhellend‘) ist ein arabischer weiblicher Vorname. Die männliche Form lautet منير / Munīr. Der Vorname wird üblicherweise in der arabischen Welt sowie in anderen muslimischen Regionen verwendet.

## Namensträgerinnen
- Yasmina Munira Bohlen (* 3. September 1974), deutsche Schauspielerin, bürgerlicher Name Yasmina Filali
- Mounira Al Solh (* 1978), libanesische Künstlerin[2]
- Mounira Nahdi (* 15. Januar 1985), tunesische Taekwondo-Kämpferin[3]
- Mounira Al-Saleh (* 18. Mai 1986), syrische Leichtathletin
- Mounira Bhar, tunesische Regisseurin[4]
- Munira Meschaan al-Brazi, die zweite Frau von Dschabir al-Ahmad al-Dschabir as-Sabah
- Munira Bint Abdul Aziz Bin Musaid Al-Saud, zweite Frau von Sultan ibn Abd al-Aziz